# Imma cosmoplaca
Imma cosmoplaca är en fjärilsart som beskrevs av Edward Meyrick 1930. Imma cosmoplaca ingår i släktet Imma och familjen Immidae. Inga underarter finns listade i Catalogue of Life.